# Chrysidiomyia rufa
Chrysidiomyia rufa är en tvåvingeart som beskrevs av Krober 1940. Chrysidiomyia rufa ingår i släktet Chrysidiomyia och familjen stekelflugor. Inga underarter finns listade i Catalogue of Life.